# Echokardiografia wewnątrzsercowa
Echokardiografia wewnątrzsercowa - inwazyjna metoda obrazowania struktur serca z wykorzystaniem miniaturowych głowic o częstotliwości obrazowania ~10 MHz, wprowadzonych do jam serca drogą naczyń krwionośnych.
Wskazania:
- monitorowanie zabiegów kardiologii inwazyjnej
- zabiegi elektrofizjologiczne wymagające dokładnej lokalizacji elektrod (np. ablacja przezskórna)
- ocena tętnic płucnych przy kwalifikacji do zabiegowego leczenia nadciśnienia płucnego.

Podstawowym ograniczeniem stosowania tej metody diagnostycznej jest wysoki koszt jednorazowych głowic ultrasonograficznych.